# Иль-де-ла-Пасс (Маврикий)
Иль-де-ла-Пасс — небольшой остров в архипелаге Маскаренских островов. Входит в состав республики Маврикий. Прикрывает проход к городу и гавани Гран-Порт, в связи с чём в прошлом на нём существовал различные оборонительные сооружения (их руины сохранились).
Остров скалистый, растительность травянистая, деревьев и постоянного населения нет. Помимо руин оборонительных сооружений, остров интересен тем, что в 1810 году рядом с ним происходило морское сражение при Гранд-Порте — единственное за весь период Наполеоновских войн морское сражение, которое англичане проиграли французам. В конце сражения командир британской эскадры, коммандер Самуэль Пим был вынужден капитулировать в форте на острове Иль-де-ла-Пасс, который он захватил у французов ранее.